# Савино (Гулинский сельсовет)
Савино — деревня в Белозерском районе Вологодской области.
Входит в состав Гулинского сельского поселения, с точки зрения административно-территориального деления — в Гулинский сельсовет.
Расстояние по автодороге до районного центра Белозерска составляет 41 км, до центра муниципального образования деревни Никоновская — 11 км. Ближайшие населённые пункты — Елино, Костино, Максимово.
Население по данным переписи 2002 года — 5 человек.